# Landkreis Karlsbad

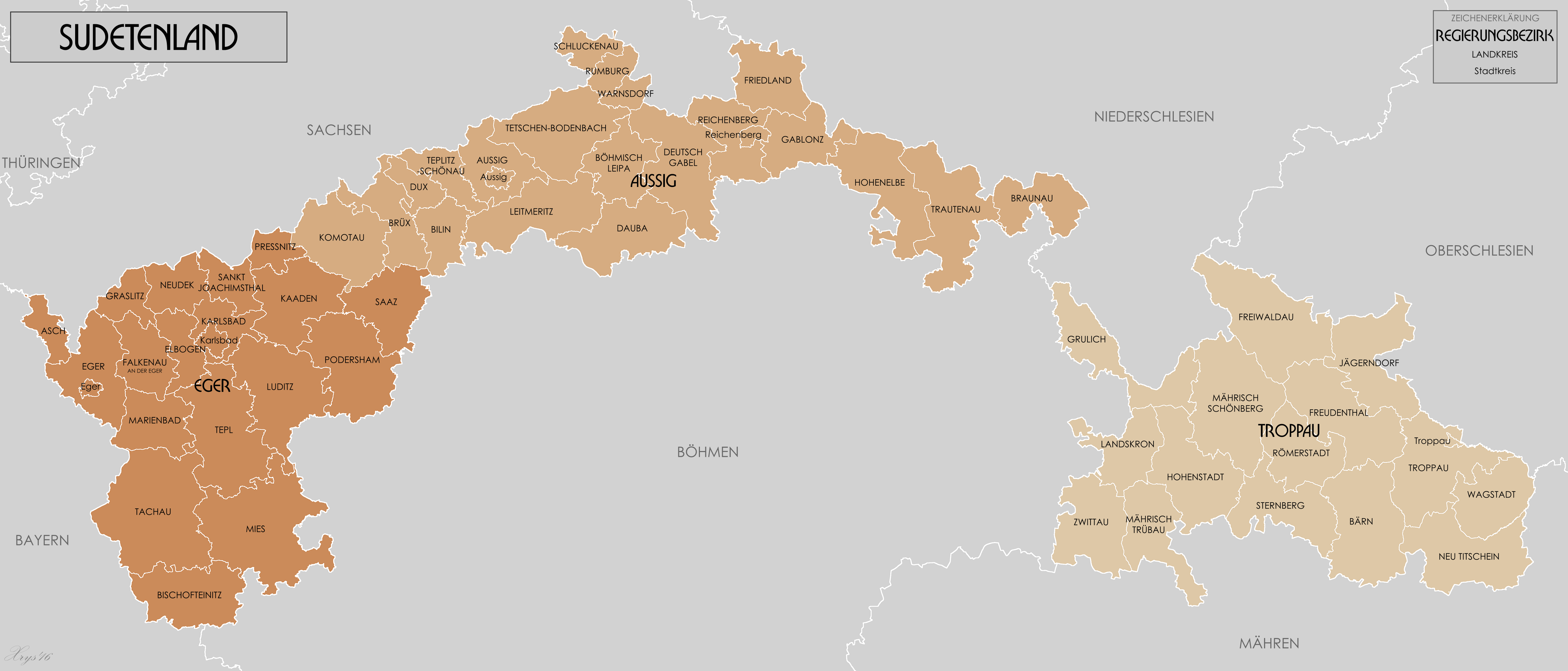
Verwaltungskarte des Reichsgaus Sudetenland

Der Landkreis Karlsbad bestand im vom Deutschen Reich annektierten Sudetenland bzw. Reichsgau Sudetenland von 1938 bis 1945. Er umfasste am 1. Januar 1945:
- 3 Städte (Alt Rohlau, Lichtenstadt, Schlackenwerth)
- ein Markt (Engelhaus)
- 31  Gemeinden.

Bei der Volkszählung 1939 hatte der Landkreis Karlsbad 34086 Einwohner auf 196,81 km².

## Verwaltungsgeschichte

### Tschechoslowakei / Deutsche Besatzung
Vor dem Münchner Abkommen vom 29. September 1938 gehörte der politische Bezirk Karlovy Vary zur Tschechoslowakei.
Vom 1. bis 10. Oktober 1938 besetzten deutsche Truppen das Sudetenland. Der politische Bezirk Karlovy Vary trug fortan die frühere deutsch-österreichische Bezeichnung Karlsbad. Er umfasste den Gerichtsbezirk Karlsbad. Seit dem 20. November 1938 führte der politische Bezirk Karlsbad die Bezeichnung „Landkreis“. Er unterstand bis zu diesem Tage dem Oberbefehlshaber des Heeres, Generaloberst Walther von Brauchitsch, als Militärverwaltungschef.

### Deutsches Reich
Am 21. November wurde das Gebiet des Landkreises Karlsbad förmlich in das Deutsche Reich eingegliedert und kam zum Verwaltungsbezirk der Sudetendeutschen Gebiete unter dem Reichskommissar Konrad Henlein.
Sitz der Kreisverwaltung wurde die Stadt Karlsbad.
Ab dem 15. April 1939 galt das Gesetz über den Aufbau der Verwaltung im Reichsgau Sudetenland (Sudetengaugesetz). Danach kam der Landkreis Karlsbad zum Reichsgau Sudetenland und wurde dem neuen Regierungsbezirk Eger mit dem Sitz der Regierungspräsidenten in Karlsbad zugeteilt.
Zum 1. Mai 1939 wurde eine Neugliederung des Reichsgaus Sudetenland in Stadt- und Landkreise verfügt. Danach blieb der Landkreis Karlsbad mit veränderten Grenzen erhalten. Die Stadt Karlsbad schied aus dem Landkreis aus und bildete fortan einen eigenen Stadtkreis. Sie vergrößerte sich durch die Eingliederung der Gemeinden Aich, Drahowitz, Espenthor, Fischern, Kohlhau, Maierhöfen, Pirkenhammer und Weheditz (bisher Landkreis Karlsbad).
Weiterhin traten die Gemeinden Ober Lomitz und Ranzengrün vom Landkreis Karlsbad zum Landkreis Kaaden, während die Gemeinde Petersdorf vom Landkreis Kaaden zum Landkreis Karlsbad wechselte.
Bei diesem Zustand blieb es bis zum Ende des Zweiten Weltkrieges.
Seit 1945 gehörte das Gebiet zunächst wieder zur Tschechoslowakei. Heute ist es ein Teil der Tschechischen Republik.

## Landräte
1938:00000 Fritz von Born-Fallois
1939–1945: Karl Utischill

## Kommunalverfassung
Bereits am Tag vor der förmlichen Eingliederung in das Deutsche Reich, nämlich am 20. November 1938, wurden alle Gemeinden der Deutschen Gemeindeordnung vom 30. Januar 1935 unterstellt, welche die Durchsetzung des Führerprinzips auf Gemeindeebene vorsah. Es galten fortan die im bisherigen Reichsgebiet üblichen Bezeichnungen, nämlich statt:
- Ortsgemeinde: Gemeinde,
- Marktgemeinde: Markt,
- Stadtgemeinde: Stadt,
- Politischer Bezirk: Landkreis.

## Ortsnamen
Es galten die bisherigen Ortsnamen weiter, und zwar in der deutsch-österreichischen Fassung von 1918.
1942 wurde aus den Gemeinden Rittersgrün (teilweise), Rodisfort, Schömitz (teilweise), Unter Lomitz und Zwetbau (teilweise) die neue Gemeinde Gießhübl-Sauerbrunn gebildet. Altdorf und Mühldorf nach Zwetbau eingemeindet.

## Städte und Gemeinden
- Aich (b Karlsbad)
- Altdorf, 1942 nach Zwetbau eingemeindet
- Alt Rohlau
- Dallwitz
- Donawitz
- Edersgrün
- Elm
- Engelhaus
- Funkenstein
- Gfell
- Gießhübl-Sauerbrunn, 1942 neu gebildet
- Grasengrün
- Haid
- Hohendorf
- Janessen
- Langgrün
- Lappersdorf
- Lessau
- Lichtenstadt
- Mühldorf, 1942 nach Zwetbau eingemeindet
- Neudörfel
- Ottowitz
- Petersdorf
- Pullwitz
- Putschirn
- Rittersgrün, 1942 nach Gießhübl-Sauerbrunn eingemeindet
- Rodisfort, 1942 nach Gießhübl-Sauerbrunn eingemeindet
- Ruppelsgrün
- Satteles
- Schlackenwerth
- Schneidmühl
- Schobrowitz
- Schömitz
- Sittmesgrün
- Sodau
- Spittengrün
- Tüppelsgrün
- Unter Lomitz, 1942 nach Gießhübl-Sauerbrunn eingemeindet
- Welchau
- Zettlitz
- Zwetbau